# 弗雷瑞斯鐵路隧道

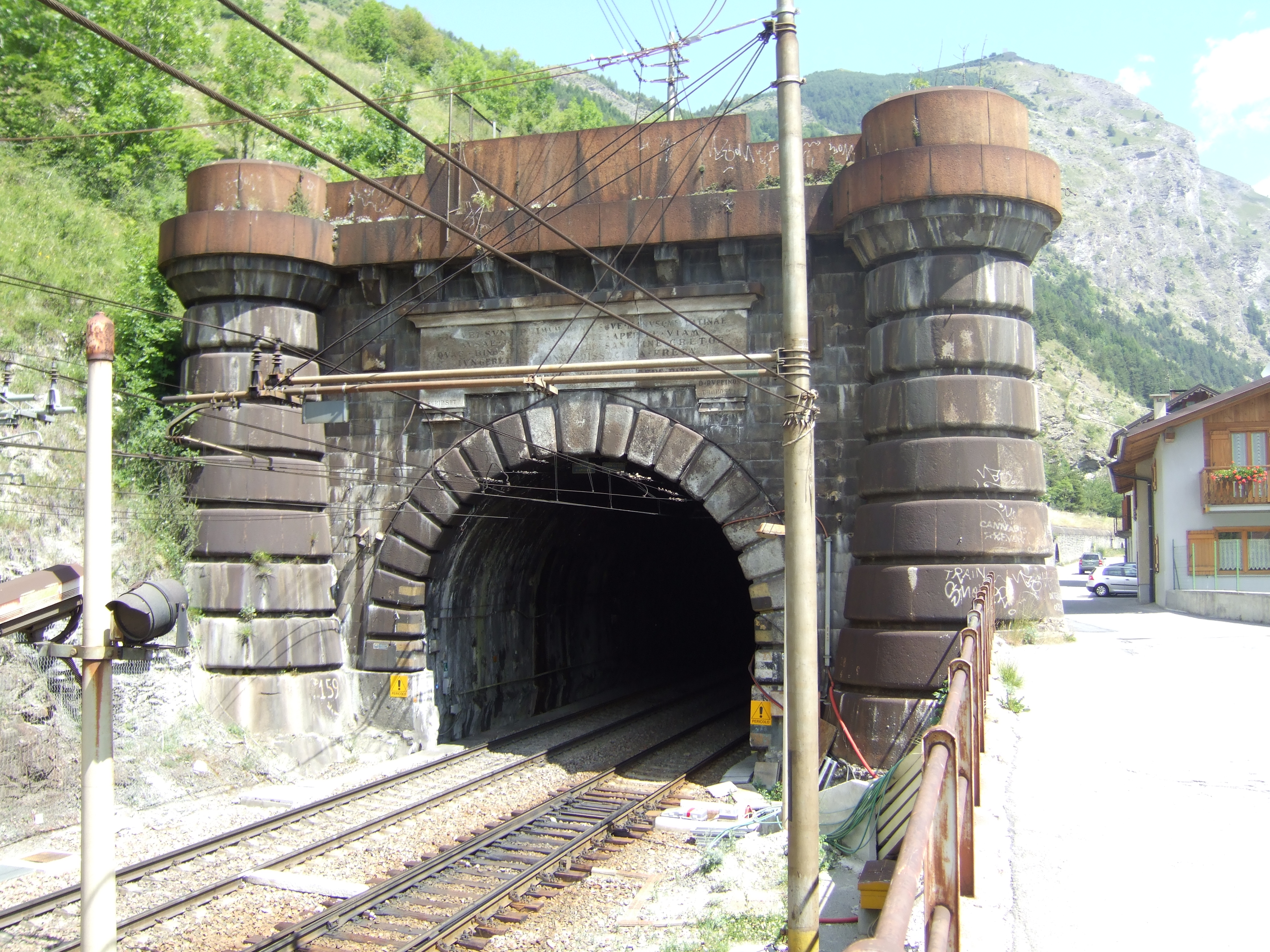

弗雷瑞斯鐵路隧道（Fréjus Rail Tunnel），又名塞尼山隧道（Mont Cenis Tunnel），一條位處阿爾卑斯山、長13.7公里的鐵路隧道，是都靈-莫達訥鐵路的一部分。隧道位於海拔1,123米處，在弗雷瑞斯山口之下通過。它在1871至1882年間是世界上最長隧道的記錄保持者。隨着汽車的普及，1974至1980年間亦在該處建造了一條弗雷瑞斯公路隧道。